# Южно-Уральский государственный университет
Федера́льное госуда́рственное автономное образова́тельное учрежде́ние вы́сшего образова́ния «Ю́жно-Ура́льский госуда́рственный университе́т (национа́льный иссле́довательский университе́т)» — государственное высшее учебное заведение в Челябинске, основанное в 1943 году, и на сегодняшний день являющееся самым крупным заведением в Челябинской области. 
Структура университета включает в себя 15 высших школ, институтов и факультетов, включая факультет предвузовской подготовки и факультет военного обучения, а сам университет имеет три филиала за пределами Челябинска — в Златоусте,  Миассе, Нижневартовске. С 2010 года университет имеет статус национального исследовательского университета, а с 2021 года ЮУрГУ стал участником программы «Приоритет-2030», призванной повысить научно-образовательный потенциал университетов и научных организаций. 

## История

### Челябинский механико-машиностроительный институт — 1943 год
В годы Великой Отечественной войны на Южный Урал, в Челябинск были эвакуированы предприятия из разных городов европейской части СССР, в том числе заводы из Ленинграда, Сталинграда и Харькова, составившие основу Танкограда. Подготовку инженерных кадров для работы на производстве вёл эвакуированный в августе 1942 Сталинградский механический институт, в октябре того же года институт начал приём аспирантов, в 1942/43 учебном году, первом году работы в Челябинске, в институте обучалось на всех курсах около 400 студентов, в том числе 90 вечерников. Весной 1943 года институт произвел второй военный выпуск молодых специалистов в количестве 40 человек. В начале следующего, 1943/44 учебного года, в институте числилось уже около 660 студентов и 20 аспирантов. После завершения Сталинградской битвы вуз должен был вернуться обратно.
Для предотвращения «кадрового голода» в сентябре 1943 года нарком танковой промышленности В. А. Малышев, директор Танкограда, заместитель наркома И. М. Зальцман и руководитель Челябинского обкома ВКП (б) Н. С. Патоличев обратились в Совет народных комиссаров с просьбой о создании в Челябинске собственного института.
2 ноября 1943 Совет Народных Комиссаров СССР принял постановление № 1201-361с «О мероприятиях по улучшению подготовки инженерно-технических кадров для предприятий танковой промышленности», в котором разрешалось создать Челябинский механико-машиностроительный институт в помещениях, занимаемых Сталинградским механическим институтом. 15 ноября 1943 первая группа сотрудников Сталинградского института во главе с директором А. В. Ловягиным выехала на родину, вторая группа во главе с заместителем директора В. А. Добровольским осталась завершать первый семестр и проводить зимнюю экзаменационную сессию, после чего в апреле 1944 она также уехала. Кировский завод предоставил Челябинскому институту инженеров-преподавателей, общежития, лаборатории, цеха и мастерские — это позволило продолжить учебный процесс и научную деятельность. В ЧММИ были направлены преподаватели ЧИМЭСХ и ЧГПИ, направлялись выпускники вузов Москвы и Ленинграда, студентов-дипломников консультировал главный конструктор Кировского завода Ж. Я. Котин.
Исполняющим обязанности директора ЧММИ в декабре 1943 назначен доцент, к. т. н. Пётр Алексеевич Гришин. День подписания им приказа № 1 — 15 декабря 1943 года — отмечается в ЮУрГУ как день рождения университета.
В 1943—1944 годах институт размещался в разных частях Челябинска. Первая факультетская лаборатория технических измерений размещалась в сарае с печным отоплением, а первая лаборатория сварки — в кладовой школьного здания. После начала реэвакуации заводов и учреждений вуз разместился в трёхэтажном здании магазина на улице Спартака — сейчас там находится магазин «Детский мир». Первоначально в составе институте было всего два факультета — механико-технологический и танковый, который в 1944 переименован в факультет колёсно-гусеничных машин. В составе факультетов было 24 кафедры.
С первых лет своего существования ЧММИ начал заниматься научно-исследовательской работой в области машиностроения. Это было требование военного времени: стране нужна была техника и люди, способные управлять этой техникой. В годы послевоенного восстановления развития народного хозяйства стране потребовались специалисты нового профиля: машиностроители, металлурги, энергетики, строители. Это отразилось на структуре вуза — появились новые факультеты. К концу сороковых стало ясно, что в рамках прежней структуры институт не сможет эффективно решать стоящие перед ним задачи — началась реорганизация, что ознаменовало начало нового этапа в развитии вуза. К этому моменту на девяти специальностях обучались свыше 900 студентов.

### Челябинский политехнический институт — с 1951 года
26 апреля 1949 вышло Постановление Совета Министров СССР № 1671 об организации в 1951 году Челябинского политехнического института (ЧПИ) на базе ЧММИ путём его объединения с Челябинским институтом механизации и электрификации сельского хозяйства (ЧИМЭСХ). Однако в 1950 вышел приказ о том, что ЧИМЭСХ сохраняет статус самостоятельного вуза, а Челябинский механико-машиностроительный институт реорганизовывался в Челябинский политехнический институт. К двум уже существующим факультетам добавляются новые: энергетический, металлургический, инженерно-строительный, механический и приборостроительный. В 1958 вечернее отделение было реорганизовано в самостоятельный вечерний факультет.
В августе 1951 директором ЧПИ назначен доцент, к. т. н. А. Я. Сычёв, а в 1952, после утверждения А. Я. Сычёва профессором кафедры «Экономика и организация производства», началась подготовка аспирантов экономического направления. Первым аспирантом А. Я. Сычёва стал А. К. Тащев. В 1953 открыто вечернее отделение в Миассе, а в 1956 — филиал в Златоусте. В 1954 создан приборостроительный факультет.
Для подготовки научных и преподавательских кадров в марте 1962 при ЧПИ создан Совет по защите кандидатских и докторских диссертаций по специальностям «Машиноведение, системы приводов и детали машин», «Тепловые двигатели», «Колёсные и гусеничные машины».  Открыт отдел аспирантуры, велась подготовка научно-педагогических кадров на кафедрах «Станки и инструменты», «Физическая химия», «Строительные конструкции», «Гироскопические приборы и устройства», «Водоснабжение и канализация» и других.
С самого начала существования вуза складывались научные школы и лаборатории, которые ориентировались на решение оборонных (в военное время), а затем народно-хозяйственных задач: проблемная лаборатория (Новые технологические процессы прокатки), 12 отраслевых лабораторий и 12 лабораторий, созданных по приказу ректора. Позднее были открыты проблемная лаборатория систем управления и лаборатория радиоэлектроники, которая впоследствии стала Научно-исследовательским институтом цифровых систем.
В 1968 институту присвоено имя Ленинского комсомола. В 1989 в состав института входили 8 факультетов.

### Университет — с 1990 года

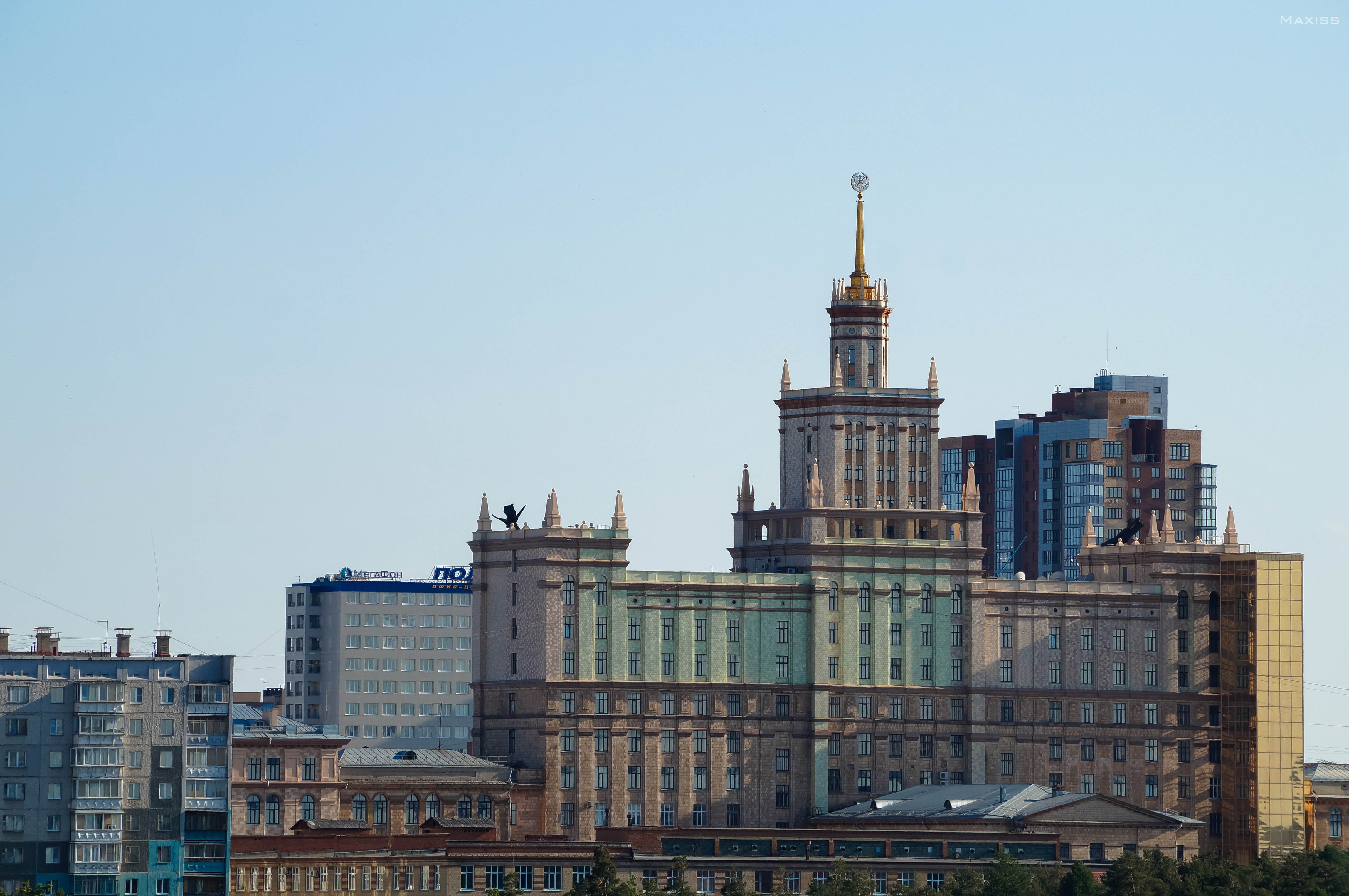
Главный учебный корпус — вид с севера

Герб университета до 2017 года

В 1990 году Челябинский политехнический институт им. Ленинского комсомола был переименован в Челябинский государственный технический университет (ЧГТУ). В это время в университете началось развитие гуманитарных специальностей, кафедр, факультетов.
С 1993 года в университете начал работать доктор юридических наук Юрий Данилович Лившиц, создана кафедра уголовного и гражданского права и процесса, тем самым было положено начало юридического образования в вузе.
В 1997 году ЧГТУ был переименован в Южно-Уральский государственный университет, став из технического классическим.
В 2001—2004 годах в главном учебного корпусе университета в духе его первоначального «сталинского» проекта были надстроены два этажа, башня и шпиль, покрытый имитирующим золото нитридом титана.
Силуэт реконструированного главного корпуса и установленный перед ним в 1994 году памятник студенту (скульптор — Вардкес Авакян) использовались в гербе университета, применявшемся до 2017 года. В 2003 году на фасаде здания над десятым этажом установлены две скульптуры В. Авакяна — Прометей и Слава.
С 2005 года в университете работает доктор физико-математических наук Георгий Свиридюк, разработавший несколько математических теорий и методов, возглавивший издающийся в ЮУрГУ англоязычный журнал Journal of Computational and Engineering Mathematics. 
В апреле 2010 года ЮУрГУ становится одним из 15 вузов России, которые получают статус «Национальный исследовательский университет».

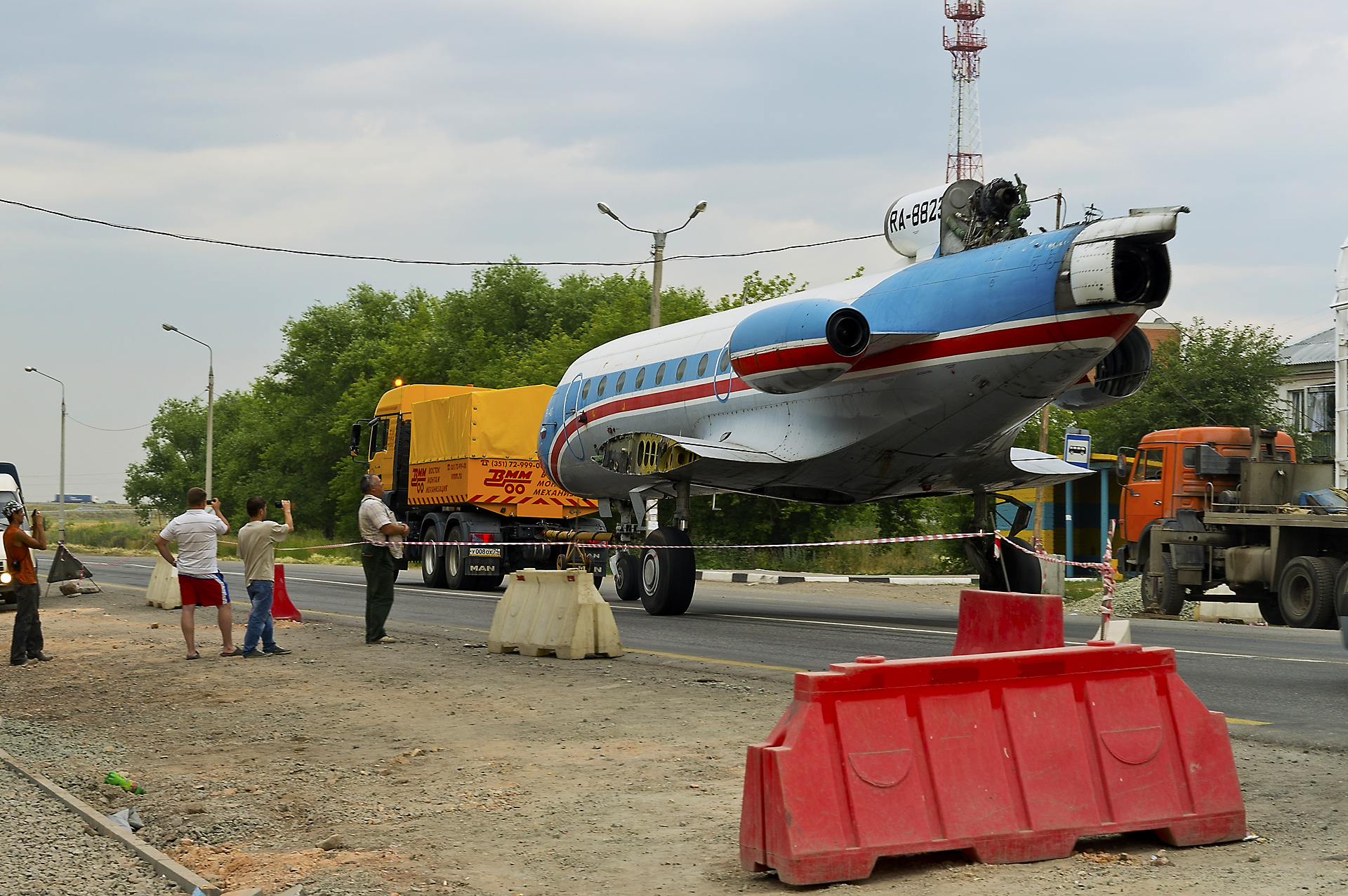
Перевозка самолёта Як-40 RA-88234. В ЮУрГУ использовался в качестве учебного пособия.

На базе Аэрокосмического факультета ЮУрГУ и созданной частной организации «Челябинское летное училище гражданской авиации» c 2011 года проводилось обучение и выдавались дипломы пилотов гражданской авиации, что впоследствии было признано незаконным, так как не имелось сертификата Росавиации, и в 2017 году было запрещено, а по результатам расследования катастрофы Ан-148 в Подмосковье было аннулировано 160 лётных свидетельств и 550 пилотов были отстранены от полётов.
В 2015 году университет вошел в число вузов — участников Проекта 5-100, цель которого — усиление конкурентной позиции группы ведущих российских университетов на глобальном рынке образовательных услуг.

## ЮУрГУ сегодня

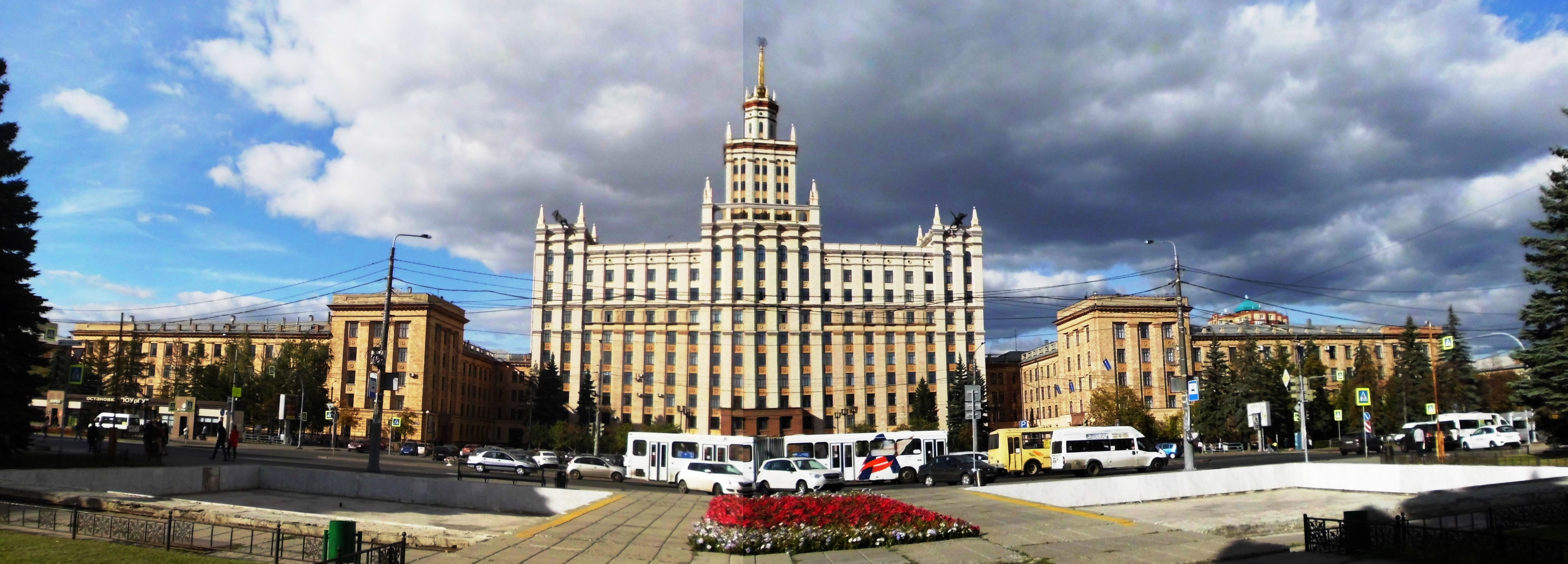
Здание главного корпуса университета — объект культурного наследия

По состоянию на 2023 год ЮУрГУ включает в себя 15 высших школ, институтов и факультетов, а также имеет три филиала за пределами Челябинска — в Златоусте,  Миассе, Нижневартовске. В 2022 году в университете обучалось 20 103 студента, в том числе 1 997 иностранных, а образовательную деятельность обеспечивали 1228 человек, из которых свыше 66 % имели научные степени. Всего за историю существования ЮУрГУ по состоянию на 2022 год было подготовлено более 275 тысяч специалистов с высшим образованием.
Дистанционное высшее образование в ЮУрГУ получают 3500 студентов из нескольких стран по шести направлениям бакалавриата и трём направлениям магистратуры.
Спортивная база университета — легкоатлетический манеж с двумя теннисными кортами, бассейн олимпийского стандарта, Дворец спорта с восемнадцатью специализированными спортивными залами для бокса, тяжёлой атлетики, волейбола, баскетбола, борьбы, настольного тенниса и других видов спорта общей площадью 3200 м². Имеется собственная база отдыха, спортивно-оздоровительный и детский лагеря. Среди выпускников университета — чемпионы Олимпийских игр, именитые мастера спорта, члены сборных олимпийских команд.
В ЮУрГУ действует 21 студенческая организация, работает Центр творчества и досуга, студенческий театр «Манекен», вокально-инструментальные, танцевальные коллективы. ЮУрГУ проводит концерты, тематические праздников и мероприятий: «Мисс ЮУрГУ», «Весна студенческая», «Одиссея разума», олимпиада «Звезда».
Свыше 13 000 000 экземпляров книг насчитывает фонд крупнейшей в регионе научной библиотеки ЮУрГУ. На базе университета работают 7 музеев и единственная в России университетская телерадиокомпания «ЮУрГУ-ТВ», вещающая 24 часа в сутки в эфире, по кабельным сетям и в Интернете.

### Структура университета

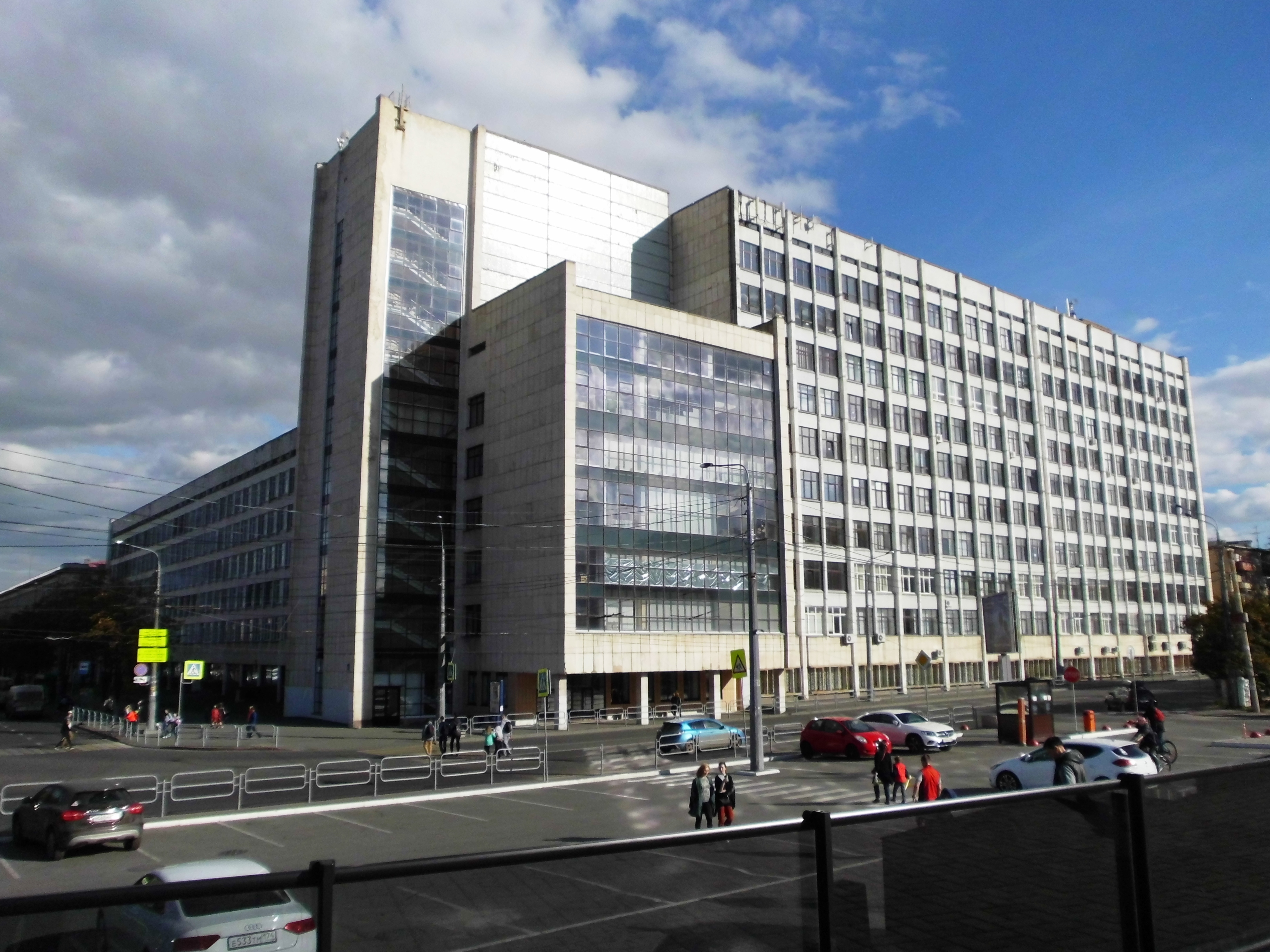
Учебный корпус № 3 (3А, 3Б, 3В) университета на пересечении проспекта Ленина и улицы Лесопарковой

- Архитектурно-строительный институт
- Высшая медико-биологическая школа
- Высшая школа экономики и управления
- Высшая школа электроники и компьютерных наук
- Институт лингвистики и международных коммуникаций
- Институт медиа и социально-гуманитарных наук
- Институт естественных и точных наук
- Институт спорта, туризма и сервиса
- Политехнический институт
- Юридический институт
- Передовая инженерная школа «Сердце Урала»[26]

## Научная библиотека ЮУрГУ

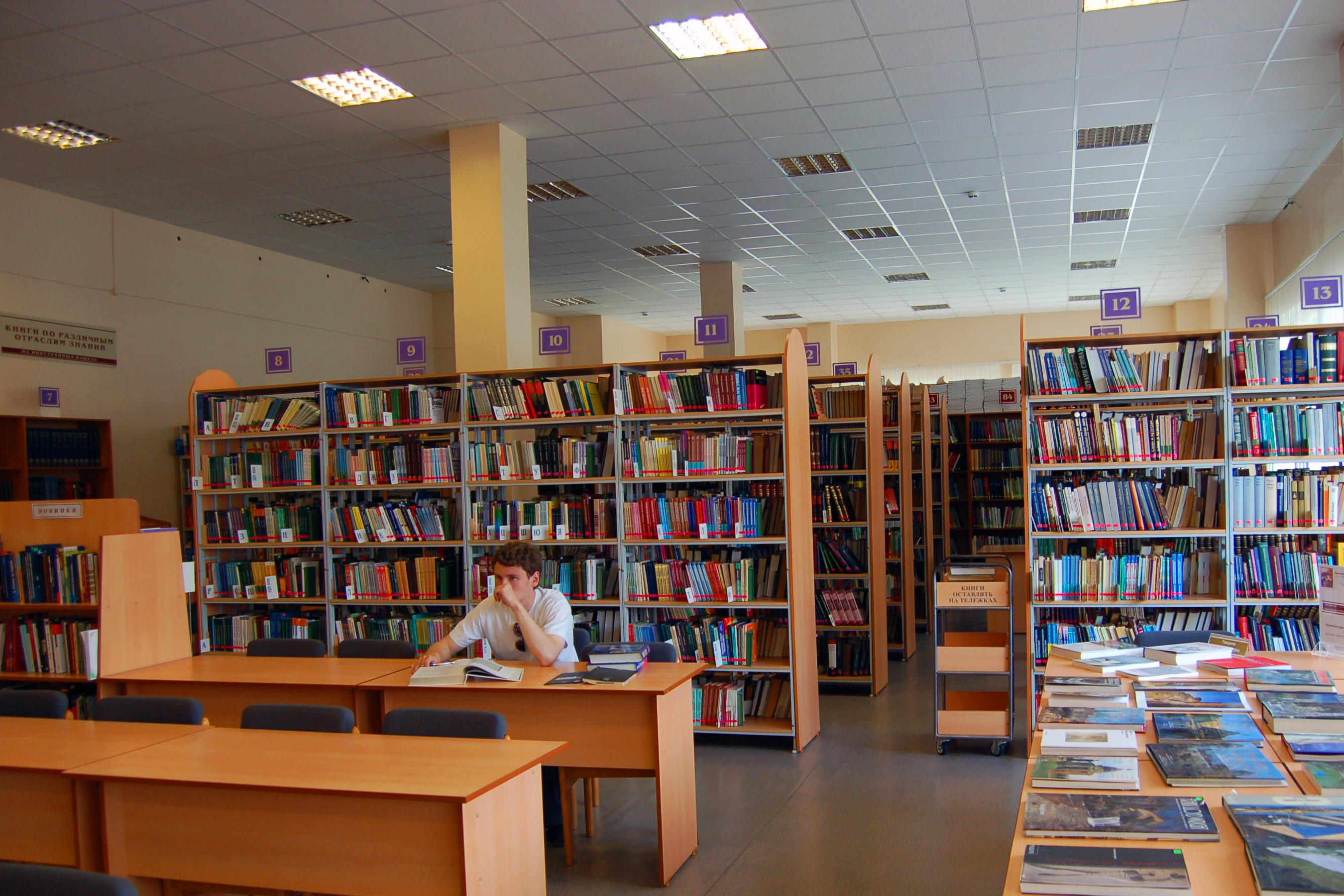
Читальный зал иностранной литературы

Научная библиотека Южно-Уральского государственного университета была основана в 1943 году и в настоящее время является одной из крупнейших вузовских библиотек Урала.
Библиотека обладает фондами, включающими как современные научные, учебные, справочные издания (отечественные и зарубежные), так и коллекции редких книг XIX—XX веков. Объём фонда — свыше 2 млн единиц хранения. Печатные фонды дополняют электронные документы — книги, журналы, газеты, видео- и аудиоматериалы. Структура библиотеки состоит из 11 читальных залов, двух залов электронных ресурсов, 4 абонементов (естественно-научной и технической литературы, социально-гуманитарной литературы, художественной литературы и абонемент для студентов заочной формы обучения).

## Музеи ЮУрГУ
В университете действует музейно-образовательный комплекс, объединяющий более десяти музеев и выставочных площадок.
- Музей истории ЮУрГУ

Музей был создан в 1980 году по инициативе председателя Совета ветеранов ЧПИ Ирины Александровны Коробовой. Первая часть экспозиции посвящена созданию университета. Посетители музея узнают о том, как в 1951 году ЧММИ был преобразован в Челябинский политехнический институт, как выглядели первые студенческие билеты и зачетные книжки. Также в музее находится модель здания торгового центра, книга почетных гостей ЧПИ.
- Геологический музей

Открытие геологического музея на архитектурно-строительном факультете ЮУрГУ состоялось 12 апреля 2010 года. В экспозиции представлены горные породы и минералы, которые отражают природное богатство Уральского региона. В музее широко представлены руды (железная, медная, никелевая и другие), сырьё для изготовления строительных материалов. Кроме того, здесь можно увидеть поделочные, полудрагоценные и драгоценные камни. Всего в музее представлено около тысячи экспонатов.
- Зал искусств

Зал искусств Южно-Уральского государственного университета открыт 8 мая 2003 г.
За годы работы зала искусств здесь состоялось более 60 выставок, на которых были представлены произведения из фондов Челябинского областного государственного музея искусств, Челябинского областного отделения Союза художников России, творческого объединения «Гильдия мастеров», частных собраний художников и коллекционеров. Особо следует отметить экспозиции Российской Академии художеств и Государственного Русского музея. Постепенно создаётся и собственная художественная коллекция университета, в основе которой дары художников.
Фотоискусство также не остается без внимания. В зале искусств регулярно проводятся фотовыставки известных челябинских и российских фотографов.
- Музей «Народы и технологии южного Урала» ЮУрГУ

Музей был открыт 31 августа 2011 года. В нём собраны экспонаты, найденные на территории Южного Урала преподавателями и студентами исторического факультета ЮУрГУ.
Экспонаты охватывают широкий временной диапазон — начиная с периода раннего палеолита, заканчивая находками времен освоения земель Южного Урала русскими. В музее собраны различные предметы быта, украшения, оружие, предметы искусства и т. д.

## Рейтинги
- 4 в HeadHunter Лучшие региональные вузы России 2020/21
- 17-19 в Рейтинге вузов цифровой экономики (региональные вузы) 2024[30]
- 26 в Рейтинге лучших вузов России журнала  Forbes 2020[31]
- Топ-38 в Национальном агрегированном рейтинге университетов России 2021[32]
- 39-40 в Рейтинге вузов Фонда Владимира Потанина 2021[33]
- 44–45 в Национальном рейтинге университетов Интерфакс 2021[34]
- 55 в RAEX-RR Рейтинге самых влиятельных университетов России 2020[35]
- 61 в RAEX-RR Рейтинге университетов России 2021[36]
- 116 в  QS Emerging Europe & Central Asia Rankings 2022 (24 среди российских вузов)[37]
- 273 в RankPro BC-Index Rankings 2019/20 (9 среди российских вузов)[38][39]
- 389 в RankPro Academic Rankings 2020/21 (15 среди российских вузов)[40][41]
- 401–600 в Times Higher Education World University Rankings Impact Rankings 2020 (16–30 среди российских вузов)[42]
- 501–600 в Times Higher Education World University Rankings Engineering 2021 (9–12 среди российских вузов)[43]
- 588 в SCImago Institutions Rankings 2021 (36 среди российских вузов)[44][45]
- 601-800 в Times Higher Education World University Rankings 2024 (8–13 среди российских вузов)[46][47]
- 601–800 в Times Higher Education World University Rankings Physical Sciences 2021 (17–20 среди российских вузов)[48]
- 601–800 в Times Higher Education World University Rankings Computer Science 2021 (11–22 среди российских вузов)[49]
- 757 в Round University Ranking 2021 (64 среди российских вузов)[50]
- 801–1000 в QS World University Rankings 2022 (28–35 среди российских вузов)[51]
- 901–1000 в  The Three University Missions Ranking 2021 (32–38 среди российских вузов)[52][53]
- 1168 в UniRank University Ranking 2021 (19 среди российских вузов)[54][55]
- 1355 в Webometrics Ranking of World Universities 2021 (18 среди российских вузов)[56]
- В предметных рейтингах RAEX входит в списки лучших вузов по 8 направлениям подготовки[57].